# جيل لولوش
جيل لولوش ( إسمُه فالفرنسية : Gilles Lellouche ) ممثل ومخرج وكاتب سيناريو فرنسي وُلدَ في 5 يوليوز/تموز سنةَ 1972 في مدينة كاين شمالَ فرَنسا.

## حياتُهُ الشخصية
عاشَ مع الممثلة الفرنسية ميلاني دوتي منذُ 2002 و رُزِقـا بفتاةٍ إسمها آفا يوم 5 شتنبر/أيلول 2009، و انفَصَلا عن بعضهما سنة 2007 ثم عادا بعدَ ذلك ثم انفصلاَ سنة 2013.

## روابط خارجية
- جيل لولوش على موقع IMDb (الإنجليزية)
- جيل لولوش على موقع ميتاكريتيك (الإنجليزية)
- جيل لولوش على موقع روتن توميتوز (الإنجليزية)
- جيل لولوش على موقع ألو سيني (الفرنسية)
- جيل لولوش على موقع ميوزك برينز (الإنجليزية)
- جيل لولوش على موقع تيرنر كلاسيك موفيز (الإنجليزية)
- جيل لولوش على موقع أول موفي (الإنجليزية)
- جيل لولوش على موقع قاعدة بيانات الأفلام السويدية (السويدية)
- جيل لولوش على موقع قاعدة بيانات الفيلم (الإنجليزية)
- جيل لولوش على موقع كينوبويسك (الروسية)